# Diocese de Visby
A Diocese de Visby (em sueco: Visby stift) ou Vísbia é uma das 13 dioceses constituintes da Igreja da Suécia, sediada na Catedral de Visby, na cidade de Visby, na ilha da Gotlândia. Foi estabelecida em 1572, e abrange a ilha báltica da Gotlândia. Dispõe de 92 igrejas medievais, construídas antes de 1361.

Diocese de Visby